# Hypnos
Hypnos (Grieks: Ὕπνος) of Somnus (Latijn) is een figuur uit de Griekse mythologie. Hij is de personificatie van de slaap. Zoon van Nyx (de Nacht), tweelingbroer van Thanatos (de Dood) en echtgenoot van Pasithea. Hij en zijn broer leefden in de Onderwereld.
Zijn zonen waren de bekende Oneiroi, die alle zaken voorstelden die in dromen kunnen voorkomen. De Oneiroi bestonden hoofdzakelijk uit: Morpheus, Phobetor en Phantasos.
Hypnos schonk Endymion de kracht om met zijn ogen open te slapen, zodat hij zijn geliefde, de maangodin Selene, altijd zou kunnen aanschouwen.
Homerus stelt hem in de Ilias voor als een godheid die op vraag van Hera Zeus in een diepe slaap doet verzinken, zodat Hera en Thanatos het lijk van de gevallen held Sarpedon naar zijn vaderland Syrië kunnen overbrengen.
In de beeldende kunst wordt Hypnos vaak afgebeeld als een naakte jongeman, wiens vleugels aan zijn slaap (aan het hoofd) zijn vastgehecht, of als een bebaarde man met vleugels aan zijn schouders. Zijn attributen zijn een papaver die hij in zijn haar draagt en een kleine drinkhoorn in zijn hand. Samen met zijn tweelingbroer Thanatos, kwam hij vaak voor op Attische vazen, zogenaamde Lekythen.